# Windebyer Noor
De Windebyer Noor (Deens: Vindeby Nor) is een meer in de Kreis Rendsburg-Eckernförde in de Duitse deelstaat Sleeswijk-Holstein. Het meer ligt op 0 meter hoogte en heeft een oppervlakte van 389,3 hectare. Aan de westkant van het meer ligt de plaats Eckernförde en aan het zuidwesten ligt de gemeente Windeby. 
Het diepste gedeelte van het meer, met 13,6 m diepte, ligt in het noorden van het meer; in het midden van het meer is het water 11 m diep. Het water van Windebyer Noor is licht zout. Uiterwaarden van de Windebyer Noor staan bekend als Schnaaper Bucht (Snap Bugt), Norderhake (Nørrehage), Süderhake (Sønderhage), Südbugt (Sydbugt) en Kochendorfer Bucht. De Norderhake was de verbindingsarm van Windebyer Noor naar de stadshaven van Eckernförde.

## Ontstaan en geschiedenis
Het meer stond ooit in directe verbinding met de Oostzee als eindgedeelte van de baai van Eckernförde. De holle vorm van Windebyer Noor werd gevormd als een gletsjertongbekken tijdens de Weichseliaanse ijstijd. In deze periode splitste de Weichseliaanse gletsjer in Sleeswijk-Holstein zich in een “Holstein Lobus” en een “Eckernförde Lobus”.
De “Eckernförde Lobus” splitste zich op zijn beurt in een noordelijke (“Windebyer Noor-Zunge”) en een zuidelijke (“Wittensee-Goossee-Zunge”) gedeeltelijke ijstong in het huidige Eckernförde gebied, gebruikmakend van een dieptecontour van de baai van Eckernförde (die volgens sommige geologen voor de ijstijd is ontstaan).
De Windebyer Noor-tong vormde de Hüttener Berge en de Wittensee-Goossee-tong vormde de Duvenstedter Berge. Een aanwijzing voor de glaciale vorming is een groot rotsblok in de Windebyer Noor, de “Weiße Stein” (“Witte Steen”). In de loop der tijd vormden zandafzettingen na de ijstijd een strandwallenstelsel (schoorwal), dat de Noor geleidelijk scheidde van de baai van Eckernförde. De uiteindelijke scheiding werd pas in 1929 bereikt door kunstmatige dijken, nadat er in 1874 al een sluis was geplaatst tussen de binnenhaven en de noordelijke oever van de Noor. Tegenwoordig is de Windebyer Noor alleen nog ondergronds met de Oostzee verbonden door een kanaal. De stad Eckernförde heeft nu plannen om een open verbinding te herstellen en de eerste stappen zijn al gezet om deze plannen te realiseren. In juli 2024 wurmde een eenjarige gewone zeehond zich blijkbaar door het bestaande kanaal de Windebyer Noor in.
Archeologische vondsten wijzen op een nederzetting rond Windebyer Noor in de IJzertijd. Hiertoe behoren hopen mosselschelpen en keukenafval, die op verschillende plaatsen werden gevonden tijdens de aanleg van de rondweg om Eckernförde in 1951 en aan de hand van pollenanalyses konden worden toegeschreven aan de IJzertijd, evenals de vondsten van de twee veenlijken uit Windeby. In 1995 werden twee “fossiele eilanden” ontdekt in Windebyer Noor met behulp van een echolood voor sedimenten - dit kunnen ondergelopen nederzettingen zijn geweest, aangezien het waterpeil van de Oostzee en dus van Windebyer Noor op dat moment enkele meters onder het huidige niveau lag.
In de late IJzertijd en de Vikingtijd liep de Osterwall van het Danevirke tot aan Windeby Noor, dat toen nog niet was afgesneden van de baai van Eckernförde. Sinds 30 juni 2018 maakt de Osterwal deel uit van het UNESCO Werelderfgoed Archeologisch grenslandschap Danevirke en Hedeby. Er was mogelijk een haven uit de Vikingtijd aan het einde van de Osterwall op de westelijke oever van de Noor.
Tussen 1771 en 1918 waren er ook projecten voor de aanleg van een kanaalovergang tussen de Noordzee en de Oostzee of extra aftakkingen, zoals voor de aanleg van een haven, die gevolgen zou hebben gehad voor Windebyer Noor. Het grootste van deze projecten was het plan van Hermann Petersen dat in 1918 werd gepubliceerd: het voorzag onder andere in aftakkingen naar de Schlei, naar het Noord-Oostzeekanaal bij Schirnau en naar de baai van Eckernförde, die ongeveer over de huidige Lornsenplatz liep, evenals de bouw van grote havenfaciliteiten in de Noor met een totale lengte van 13,4 kilometer.
Tot de jaren 1970 was er een badinrichting van de Carlshöhe kazerne in Windebyer Noor.